# 都営バス小滝橋営業所

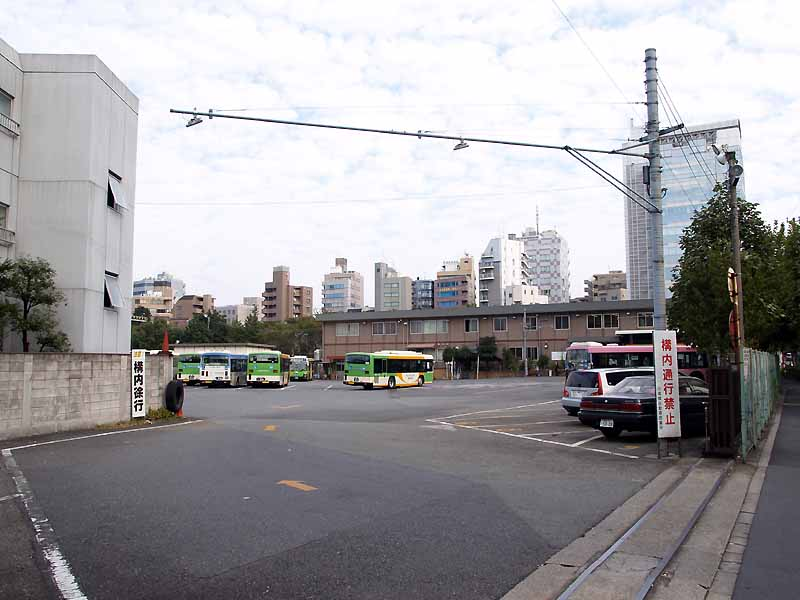
落合側

都営バス小滝橋自動車営業所（とえいバスおたきばしじどうしゃえいぎょうしょ）は、東京都中野区東中野に所在する都営バスの営業所で、高田馬場・大久保・早稲田周辺を発着する路線を担当する。管轄下に杉並支所を置く。営業所記号はE。ナンバーは練馬である。
営業所の名前は、近くにかかる神田川の橋に由来する。営業所は東中野の新宿区側に入り込んだ早稲田通り沿いに位置し、営業所前を除いて中野区内を走る路線はない。営業所の向かいには関東バスの本社がある（関東バスの停留所名は「小滝橋」）。

## 沿革
- 1926年（大正15年）： 快進社（現・日産自動車）傘下のダット乗合自動車として創業。
- 1935年（昭和10年）：ダット乗合自動車、王子電気軌道に買収される。
- 1936年（昭和11年）1月24日：ダット乗合自動車、日比谷乗合自動車と共に王子環状乗合自動車に合併。東京環状乗合自動車として再発足。
- 1937年（昭和12年）1月18日：東京環状乗合自動車の営業所として開設[2]。
- 1942年（昭和17年）2月1日：東京環状乗合自動車、東京市電気局に事業譲渡。電気局小滝橋自動車営業所となる。
- 1948年（昭和23年）8月1日：関東乗合自動車との共同運行で110系統を開設。
- 2009年4月1日：早81系統を新宿に移管し、C・H01系統を小滝橋系統所管とする。同日より杉並支所を管轄下に置く。
- 2010年7月1日：国土交通省の「次世代低公害車開発実用化促進プロジェクト」に協力するため、FTD燃料による実証運行をE-T260号車で実施（同年12月まで）。
- 2014年4月1日：高71系統を杉並に移管。
- 2015年3月28日：都02乙系統を巣鴨営業所から移管。
- 2025年（令和7年）4月1日：都02乙系統を巣鴨営業所へ移管。高71系統を新宿支所から移管。C・H01系統を新宿支所に再移管。

戦前から存在する営業所の一つ。源流をたどると、国産初の自動車メーカーだったダット自動車こと快進社（現・日産自動車）の輸送部門子会社、ダット乗合自動車にまで行き着く。ダット乗合自動車は日産発足後の1935年（昭和10年）に王子電気軌道に買収され、翌年には王電傘下の他社と合併して東京環状乗合自動車に生まれ変わる。
陸上交通事業調整法による裁定の結果、1942年（昭和17年）2月1日付けで東京環状乗合自動車から東京市電気局に引き渡され、市営小滝橋自動車営業所が正式に発足した。戦中は戦争被害で営業所の統合が行われたが、当営業所も新宿営業所に統合され、小滝橋支所となっていた。戦後、復旧資材が整ったことにより、小滝橋営業所として新宿営業所から分離された。

## 現行路線

### 学02系統

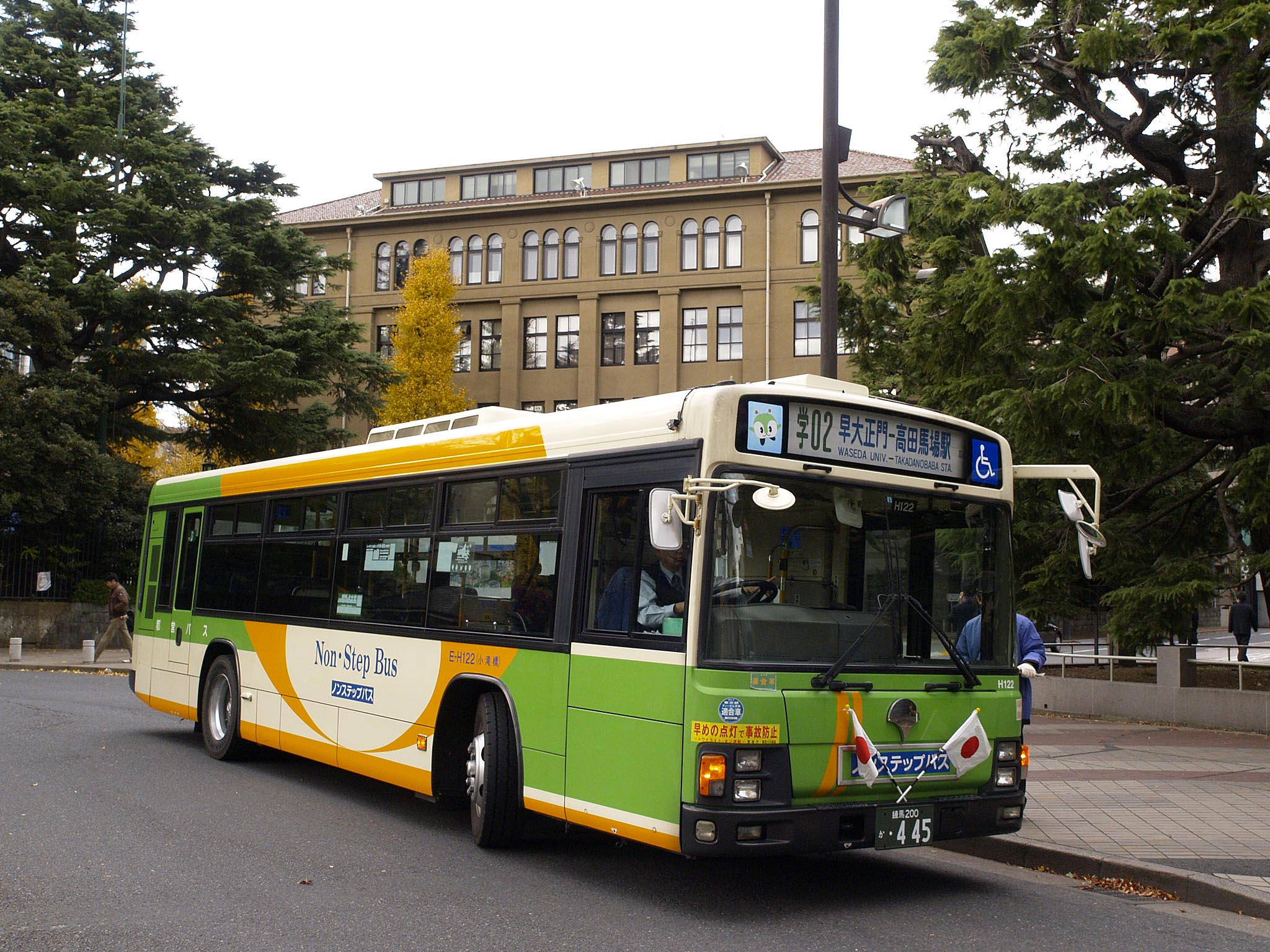
早大正門に到着した学02
(E-H122)

- 学02：高田馬場駅前 - 高田馬場二丁目 - 西早稲田 - 馬場下町 - 早大正門[3]（新宿区社会福祉協議会前バス停[4]は通過）

高田馬場駅前から早稲田通り経由で早大正門（早稲田大学早稲田キャンパス）へ行く路線。早大正門行きは馬場下町交差点で左折し、高田馬場駅前行きは地下鉄早稲田駅前交差点で右折する。運賃は180円（ICカード175円）。ほぼ全ての区間で新宿支所の早81出入と重複する。
学生のほか近隣住民の利用も多く、早稲田大学の各時限前後や朝ラッシュ時には通勤通学客で混雑する。年末には穴八幡宮への足としても利用される。入学試験期間には往復割引乗車券が発売され（往復300円）、途中無停車の急行便が運行される。
戦前のダット乗合から続く歴史を持ち、1949年（昭和24年）に東京大学への系統（現・上01・茶07系統）とともに再開し、1972年（昭和47年）まで系統番号は学バスを表す50番台（52番）であった。ほぼ並行する地下鉄東西線開業後も存続され、高頻度の運行を保ちながら現在に至っている。

### 飯62系統
- 飯62：小滝橋車庫 - 大久保駅 - 新大久保駅 - 国立国際医療研究センター - 牛込柳町駅 - 飯田橋 - 都営飯田橋駅[3]

主に大久保通りを経由する路線。2000年（平成12年）12月12日の都営地下鉄大江戸線環状部開通に伴う路線再編成で廃止された秋76系統の運転区間の一部について、2002年2月25日に再び運行を開始したもの。小滝橋車庫前 - 牛込北町では橋63系統と同じ経路を通る。都営飯田橋駅前停留所（大江戸線飯田橋駅C3出入口付近）は、かつての秋76系統の飯田橋終点停留所と同じ地点に設置されている。

### 橋63系統

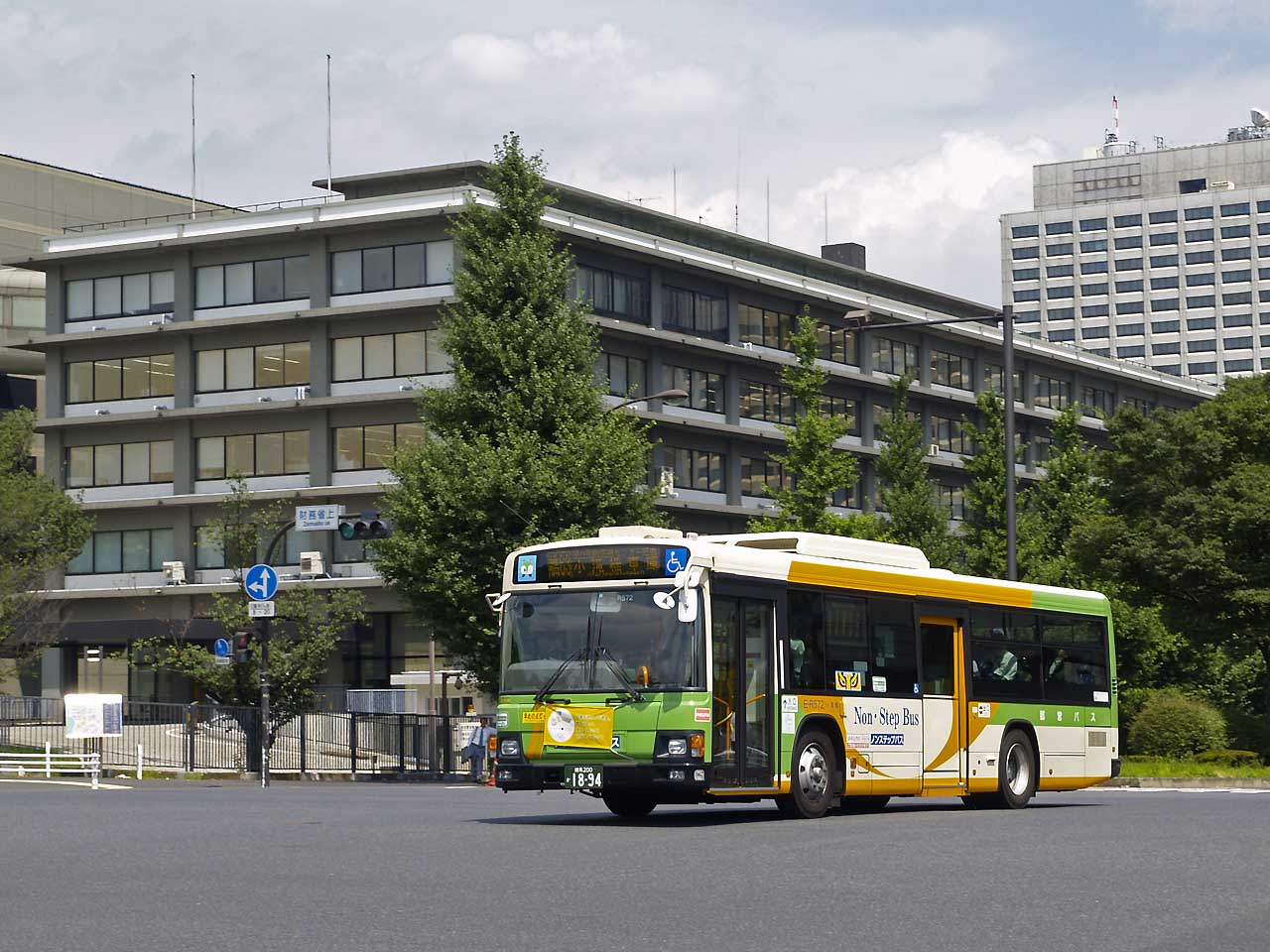
霞ヶ関を行く橋63(E-R572)

- 橋63：小滝橋車庫 - 大久保駅 - 新大久保駅 - 国立国際医療センター - 牛込柳町駅 - 市ヶ谷駅 - 麹町四丁目 - 国会議事堂前 - 霞が関 - 新橋駅[3]
- 橋63：小滝橋車庫 - 大久保駅 - 新大久保駅 - 国立国際医療センター（平日のみ）
  - 1979年（昭和54年）11月23日：京王帝都電鉄中野営業所との共同運行を取りやめ、橋63系統（大久保駅 - 新橋駅）と中63系統（下田橋 - 国立病院医療センター）に分割する[6]
  - 2002年2月25日：大久保駅 - 小滝橋車庫間を延長する[7]

山手線西側の小滝橋車庫から大久保通りを経由した後、霞が関の官公庁街を経て新橋駅に至る路線。都営バスでは唯一国会議事堂の正面を通過する（国会議事堂前停留所は北側の国立国会図書館付近にある）。以前は120系統として京王帝都との相互乗り入れ路線で、大久保駅から大久保通りを直進して中野駅、下田橋までの運行であった。交通局第2次再建計画に基づく追加の路線再編成で京王帝都電鉄との相互乗り入れをやめ、橋63系統（新橋駅 - 市ヶ谷駅 - 国立病院医療センター - 大久保駅）と中63系統（国立病院医療センター - 中野駅 - 下田橋；練馬営業所所管）に分断。中63系統は1988年（昭和63年）10月16日に廃止された。
規制緩和により、分断後長らく回送運転となっていた大久保駅前 - 小滝橋車庫間が、2002年2月25日に営業運転に切り替えられた。
かつては平日のみ、大久保駅 - 新大久保駅 -（無停車）- 統計局間の急行便が運行されていたが、各種案内や都バス運行情報サービスには記載されていなかった。末期は1往復（朝の統計局行・夕方の大久保駅行）のみの設定となり、2024年3月末をもって運行を終了した。

### 飯64系統
- 飯64：小滝橋車庫 - 高田馬場駅 - 早稲田 - 江戸川橋 - 飯田橋駅 - 九段下（循環）[3]
- 飯64：小滝橋車庫 - 高田馬場駅 - 早稲田
- 飯64：小滝橋車庫 - 高田馬場駅
  - 1968年（昭和43年）9月29日：都電15系統を廃止し、代替バス515系統（小滝橋車庫 - 茅場町）の運行を開始する[8]
  - 1977年（昭和52年）12月16日：小滝橋車庫 - 東京駅北口間に短縮する。
  - 1982年（昭和57年）3月30日：小滝橋車庫 - 九段下間に短縮。
  - 2003年6月18日：西早稲田 - グランド坂下の経路を環状４号線経由に変更する。
  - 2008年3月30日：循環扱いに変更、まないた橋から小滝橋車庫方面への継続乗車が可能となる[9]。

1968年（昭和43年）の都電第3次撤去で廃止された15系統（高田馬場駅 - 茅場町）の代替路線として515系統と名乗って開業した。第2次再建計画に伴う路線再編成で小滝橋車庫 - 東京駅北口間に変更短縮され、さらに第3次再建計画に伴う路線再編成で九段下 - 東京駅北口間も廃止となった。
小滝橋車庫から東五軒町までは上69系統と同じ経路となっており、ほぼ交互に両系統が運行される。なお、東五軒町の次の大曲停留所は両系統で異なる位置に設置されている
2008年3月30日に経路変更を実施、飯田橋一丁目 → 九段下を循環扱いにした。この九段下付近の経路は時計回りのループとなり、この区間内にあるまないた橋から九段下行きに乗車した場合、終点・九段下より高田馬場方面へ継続乗車が可能である。
早稲田発着は早朝のみの運行で、早稲田行きについては本線と異なり馬場下町経由で早稲田に向かうが途中にある「早大正門」停留所は通過する。高田馬場駅発着は都02乙系統、学02系統の出入庫を兼ねる他、22時以降に小滝橋車庫 - 高田馬場駅間の折り返し便が存在する。

### 上69系統

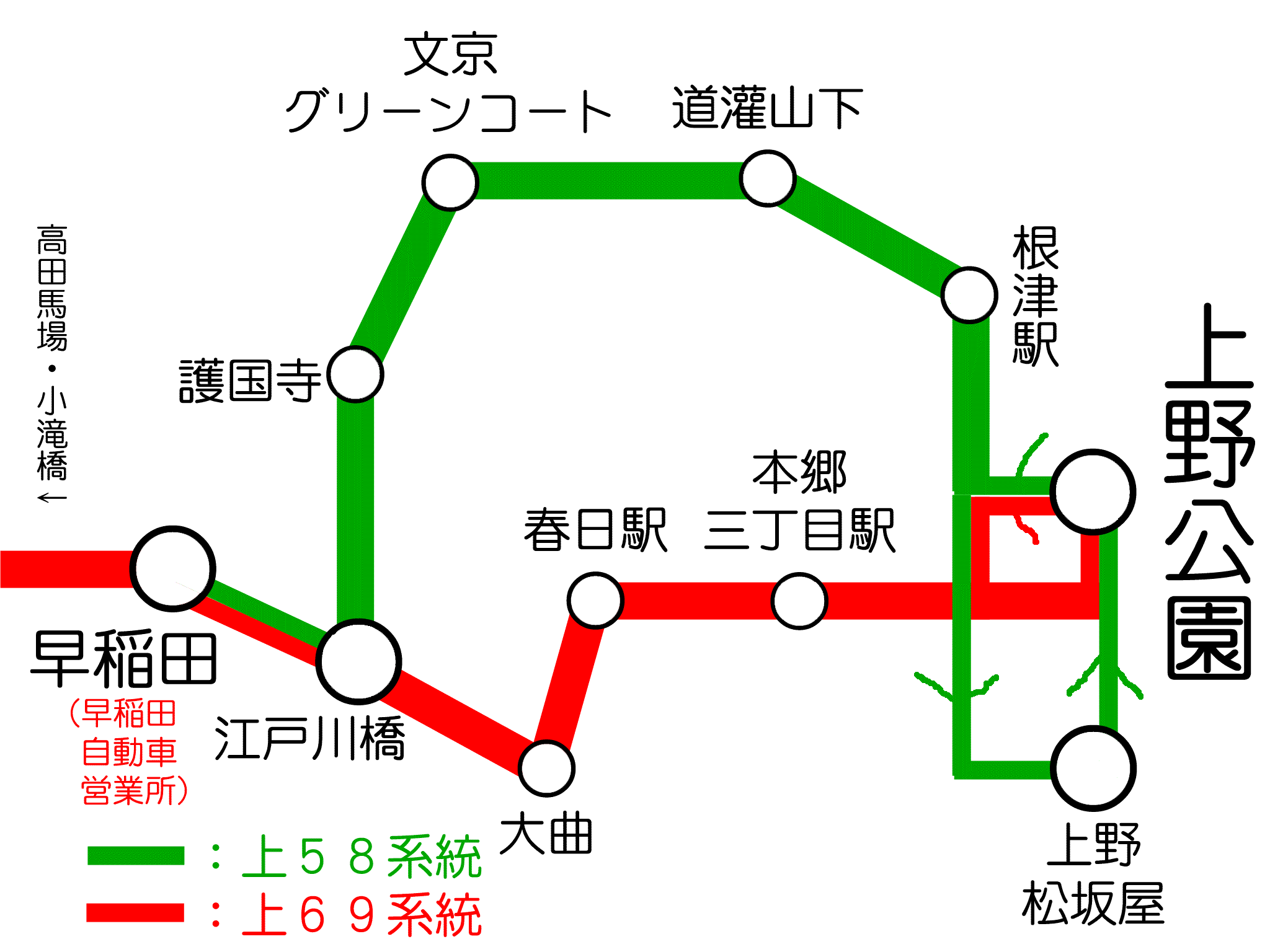
上69と上58の経路の差異（上69は赤を参照）

- 上69：小滝橋車庫 - 高田馬場駅 - 早稲田 - 江戸川橋 - 伝通院 - 春日駅 - 本郷三丁目駅 - 湯島三丁目 - （上野広小路→）上野公園（循環）[3]
  - 1968年9月29日：都電39系統：早稲田 - 厩橋を廃止し、代替バス539系統（早稲田 - 上野公園）の運行を開始する[8]
  - 1972年：上69系統に名称変更、早稲田営業所に移管される。
  - 1974年：早稲田営業所の早77系統と交換で、小滝橋営業所の所管になる。小滝橋車庫 - 早稲田間を延長。
  - 1997年7月22日：平日の日中一部便のみ上野公園 - 上野駅間を延長する。
  - 2002年12月1日：上野公園 - 上野駅間を短縮する。
  - 2003年：グランド坂下 - 西早稲田間を甘泉園公園経由（環状4号線）に変更。
  - 2008年3月30日：湯島三丁目→上野公園間を循環扱いに変更する[9]
  - 2015年3月30日：小滝橋車庫〜春日駅折り返し便が新設される。
  - 2023年（令和5年）4月1日：小滝橋車庫〜春日駅折り返し便が廃止。[13]

上69系統は、高田馬場から上野まで東西に横断する。1968年（昭和43年）の都電第3次撤去で廃止された39系統（早稲田 - 厩橋）の代替として、539系統（早稲田 - 上野公園）で運行が始まる。1972年に系統番号を上69系統と変更、1974年に小滝橋車庫まで延伸した。1997年（平成9年）7月22日、平日の一部便のみ上野駅まで運行されるようになるが、こちらは2002年11月30日付で廃止。
2003年、グランド坂下 - 西早稲田間を甘泉園公園経由に変更し、小滝橋車庫方面のみグランド坂下停留所を廃止した。
2008年3月30日に経路変更を実施、湯島三丁目 → 上野公園を循環扱いにした。この上野付近の経路は反時計回りのループとなり、この区間内にある上野広小路から上野公園行きに乗車した場合、終点・上野公園より高田馬場方面へ継続乗車が可能である。
飯64系統とは小滝橋車庫から東五軒町まで同じ経路となっており、ほぼ交互に上69・飯64系統が運行される。なお、東五軒町の次の大曲停留所は両系統で異なる位置に設置されている。

### 高71系統

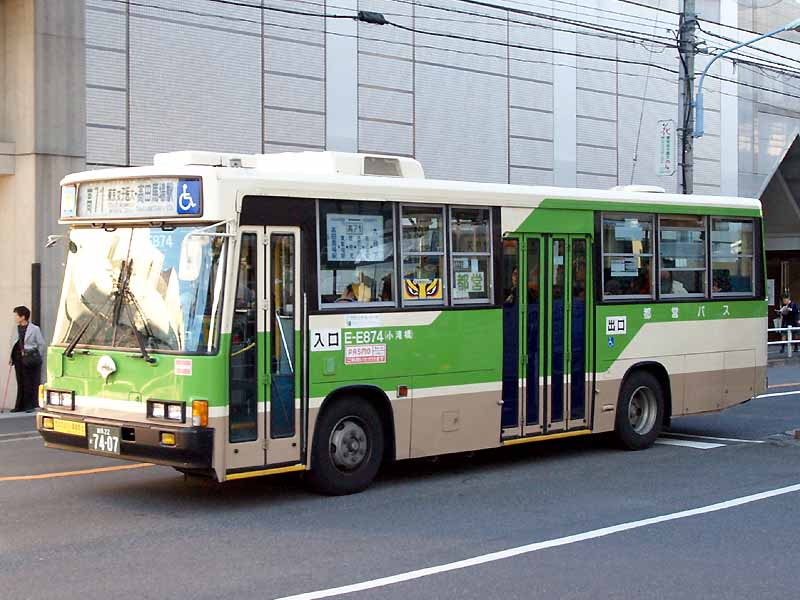
高71 (E-E874)

- 高71：高田馬場駅 - 新宿スポーツセンター入口 - 学習院女子大学 - 東新宿駅 - 東京女子医大前 - 防衛省前 - 市ヶ谷駅 - 九段下[3]

高田馬場駅から諏訪通り、明治通り、大久保通り、靖国通りを経由して九段下へ行く路線である。出入庫は当支所から青梅街道、職安通り、明治通り、早稲田通りの経路で回送される。乗務員休憩は早稲田営業所で実施する（早稲田車庫 - 高田馬場駅は回送）。
- 1950年（昭和25年）：121系統新井薬師駅 - 大久保駅 - 市ケ谷駅 - 小川町 - 東京駅丸の内北口線が開通する。関東バス、西武バスとの相互乗り入れ路線であった。当初は練馬営業所の担当だったが、1961年12月に小滝橋営業所へ移管される。
- 1969年2月2日：江古田二丁目 - 新井薬師駅間を延長する。
- 1971年（昭和46年）3月17日：関東バス、西武バスが撤退。都営は大久保駅 - 東京駅丸の内北口間に短縮して24系統と改める。
- 1972年（昭和47年）11月12日：系統番号を東71とする。
- 1986年（昭和61年）12月28日：高田馬場駅発着に変更する[9]。新田裏（日清食品前）付近の経路を上下統一。
- 1990年（平成2年）7月21日：九段下 - 東京駅丸の内北口間を廃止し、系統番号を高71に変更する[14]
- 2007年（平成19年）2月1日：「防衛庁前」停留所を「防衛省前」へ名称変更。
- 2008年（平成20年）3月30日：期間限定で一部の便を小滝橋車庫まで延長。
- 2014年（平成26年）4月1日：杉並支所へ移管、はとバス委託路線となる。
- 2016年（平成28年）3月14日：「都立障害者センター前」停留所を「早大理工前」へ名称変更。障害者センターの飯田橋移転による。
- 2022年（令和4年）4月1日：新宿支所が運行に参入する。
- 2025年（令和7年）4月1日：小滝橋営業所に再移管。[15]

## 廃止・移管路線

### C・H01系統
- C・H01：新宿駅西口（地下） → 都庁第一本庁舎 → 都庁第二本庁舎 → 都議会議事堂 → 新宿駅西口[3]（平日のみ）
  - 1991年（平成3年）4月1日：都庁の移転に伴い、新宿営業所（現・新宿支所）所管で新宿駅西口 - 都庁循環の運行を開始[16]。
  - 1999年（平成11年）11月1日：京王バス永福町営業所が運行に加わる。
  - 2009年（平成21年）4月1日：新宿支所のはとバス委託に伴い、小滝橋営業所に移管。
  - 2024年（令和6年）4月1日：京王バスが運行から撤退、都営バスの単独運行となる。また、ダイヤ改正により平日のみの運行に変更[17]。
  - 2025年（令和7年）4月1日：新宿支所に再移管[18]。

これらは新宿駅から都庁周辺を循環する系統である。
平日は7〜19時台に運行されるが、土曜・休日は11〜15時台の運行に短縮される。運賃は190円（ICカードは186円）。
都庁周辺エリアは、元々京王帝都電鉄（現・京王電鉄バス）がバスを運行するエリアであったが、東京都庁へのアクセスであり、また京王帝都電鉄バス（当時）が保有していた車両がバリアフリー非対応の車両のみであったことから、東京都交通局が単独で運行開始することとなった。その後、1999年（平成11年）11月に京王帝都バスにもノンステップバスが導入されたことで参入し、共同運行となる。その後長年共同運行であったが、2024年3月末で共同運行を終了。
運行開始時は3扉の都市型超低床バス（ワンステップバス）、1997年からノンステップバスを導入している。また環境に配慮して、2001年には都議会議事堂の駐車場にエコ・ステーションが新設され、CNG車も運行に加わった。その後2014年にエコ・ステーションは閉鎖され、ハイブリッド車が運行に加わっている。
2009年4月1日、それまで担当していた新宿支所がはとバスへ委託されることになり、最寄りの直営営業所である小滝橋営業所に移管されたため、CNG車（H107・H108・L790）が新宿支所から転属した。

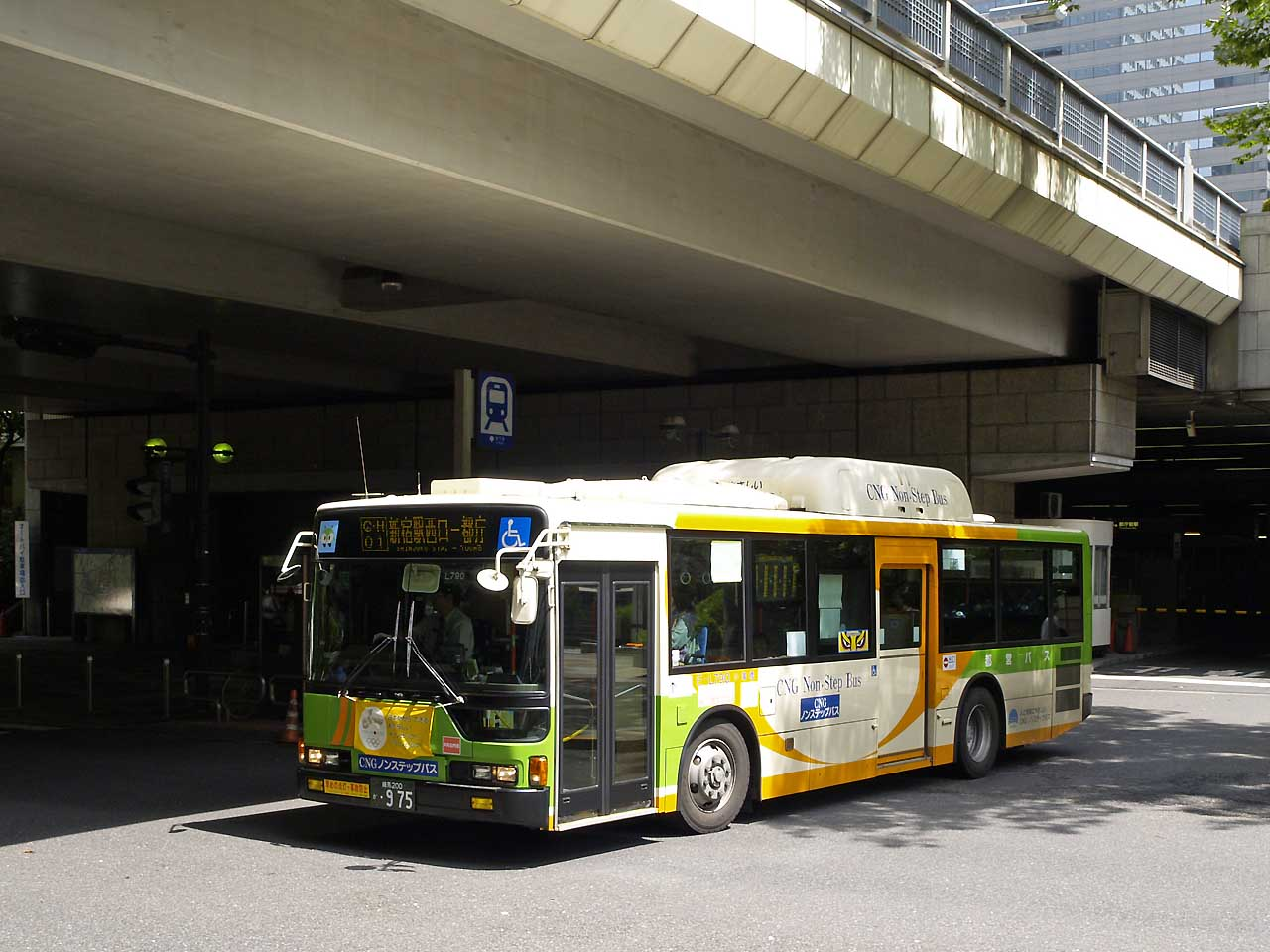
都庁の下を走る都営バス (E-L790)
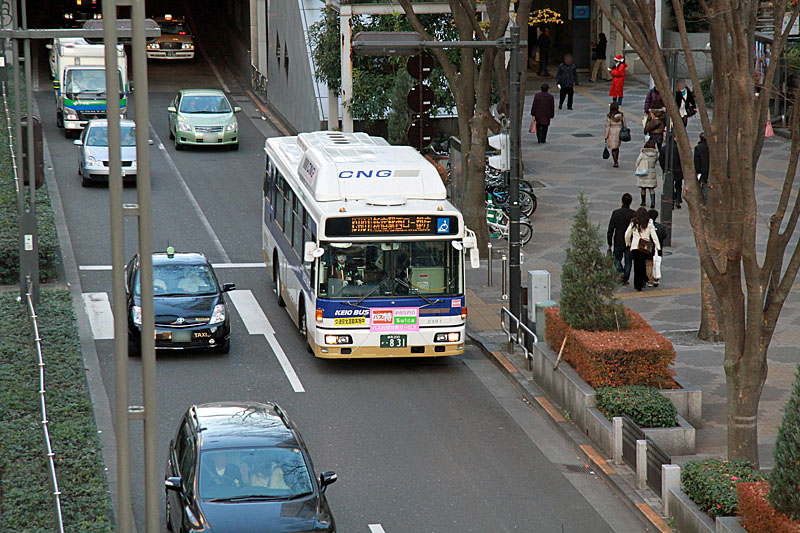
中央通り地下道経由で都庁へ向かう京王バス (D40301) ※除籍済

2024年4月より、共同運行を行なっていた京王バスが撤退し都営バス単独運行となる。また、平日のみの運行に変更。
2025年4月より、再び新宿支所に移管された。

### 都02乙系統

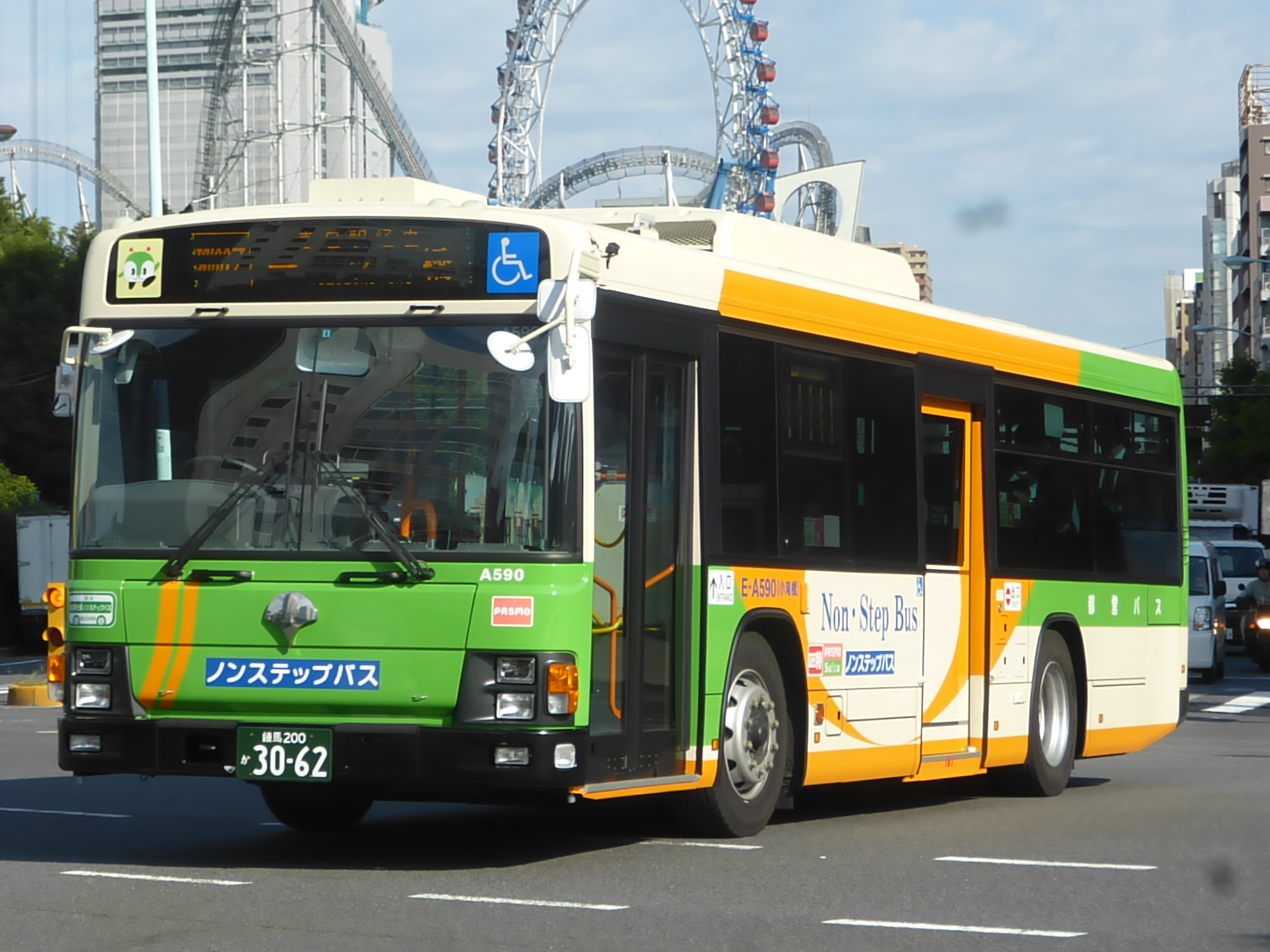
現在の末端区間を行く一ツ橋行(E-A590)

- 都02乙：池袋駅東口 - 護国寺 - 茗荷谷駅 - 春日駅 - 東京ドームシティ
- 都02乙：池袋駅東口 - 護国寺 - 茗荷谷駅 - 春日駅 - 東京ドームシティ - 水道橋駅 - 一ツ橋（平日土曜朝のみ運行）
- 都02乙：池袋駅東口 → 護国寺 → 茗荷谷駅 → 春日駅（最終バスのみ）

都02系統の本線と異なり、大塚電車営業所所管の都電17系統（池袋駅前 - 数寄屋橋；経由地は同じ）の代替バス517系統（池袋駅東口 - 大塚車庫 - 文京区役所 - 水道橋駅 - 一ツ橋 - 新常盤橋 - 東京駅八重洲口 - 有楽橋 - 有楽町駅）をルーツとする。1972年（昭和47年）の系統番号見直しで楽67系統と名を変えて、1982年（昭和57年）の第3次再建計画に伴う路線再編成により一ツ橋 - 有楽町駅を短縮のうえ池67系統となり、1990年（平成2年）には平日・土曜の朝の一部を除き文京区役所までの運行となった。このとき、都02系統と一部重複しているために併合され、都02乙系統を名乗った。

当初は大塚営業所が管轄したが、2008年3月30日付で巣鴨営業所に移管される。さらに2015年3月30日に小滝橋営業所へ移管、初代飯62系統廃止の1979年11月23日以来の池袋駅進出となった（それ以後も劇場バス劇06系統の設定があった）。都02乙では都02に付けられている都市新バスとしての愛称「グリーンライナー」は巣鴨から小滝橋への移管後は使用されなくなった。2025年4月1日に再び巣鴨営業所に移管された。

一ツ橋まで運行されるのは平日3便・土曜2便、いずれも朝のみで、それ以外の時間帯と日曜・祝日は全便が東京ドームシティ発着となり、春日駅からラクーアの周囲を反時計周りで折り返す。文京区役所（現・春日駅）- 一ツ橋間で並行していた水59系統（巣鴨駅 - 一ツ橋）は2000年12月に廃止されたが、都02乙系統の一ツ橋発着便は現在に至るまで残されている。
出入庫は池袋駅東口〜春日駅、高田馬場駅 - 高田馬場二丁目 - 学習院下 - 池袋駅間回送（小滝橋車庫 - 高田馬場駅間は飯64系統で営業）の2通りある。上69系統小滝橋車庫〜春日駅の系統も存在したが、2023年（令和5年）4月1日運行開始される池袋駅東口〜春日駅区間便に振り替えられることとなった。

### 橋62→（旧）飯62系統
- （32→）橋62 : 池袋駅東口 - 千登世橋 - 戸塚二丁目 - 馬場下町 - 都立赤城台高校 - 神楽坂 - 飯田橋駅 - 九段下 - 神保町 - 小川町 - 神田駅 - 日本橋 - 銀座一丁目 - 新橋駅
- （旧）飯62 : 池袋駅東口 - 千登世橋 - 高田馬場二丁目 - 馬場下町 - 都立赤城台高校 - 神楽坂 - 飯田橋駅 - 九段下

32系統として運行されてきた橋62系統が長距離で定時運行が不可能になったため、1977年12月に短縮した。その後、1979年11月23日に廃止。
飯62系統（初代）
- 飯62：池袋駅東口 - 学習院下 - 高田馬場二丁目 - 牛込柳町 - 飯田橋駅 - 九段下（のちに池袋サンシャインシティまで延長）
  - 1977年12月16日：橋62系統（池袋駅東口 - 新橋駅）を短縮し、初代・飯62系統（池袋サンシャインシティ - 九段下）とする[19]。
  - 1979年11月23日：初代・飯62系統を廃止する[19]。

第2次再建計画に伴う路線再編成で橋62系統（池袋駅 - 飯田橋駅 - 新橋駅）を短縮・再編して誕生した系統。2年後の追加再編成に伴い、1979年（昭和54年）11月22日限りで廃止、小滝橋営業所も池袋地区から一旦撤退した（ただし劇場バス劇06系統の設定はある）。現行の2代目飯62系統と重複する区間はあるが、初代と2代目の系統に経緯上のつながりはない。

### 上69系統（一部廃止）
- 上69：小滝橋車庫 - 高田馬場駅 - 早稲田 - 江戸川橋 - 伝通院 - 春日駅

2015年3月30日に小滝橋車庫 - 春日駅間の折り返し便が新設された。これは都02乙系統の出入庫を兼ねたものである。2023年4月のダイヤ改正でこの折り返し系統は廃止となった。

### 東71→高71系統

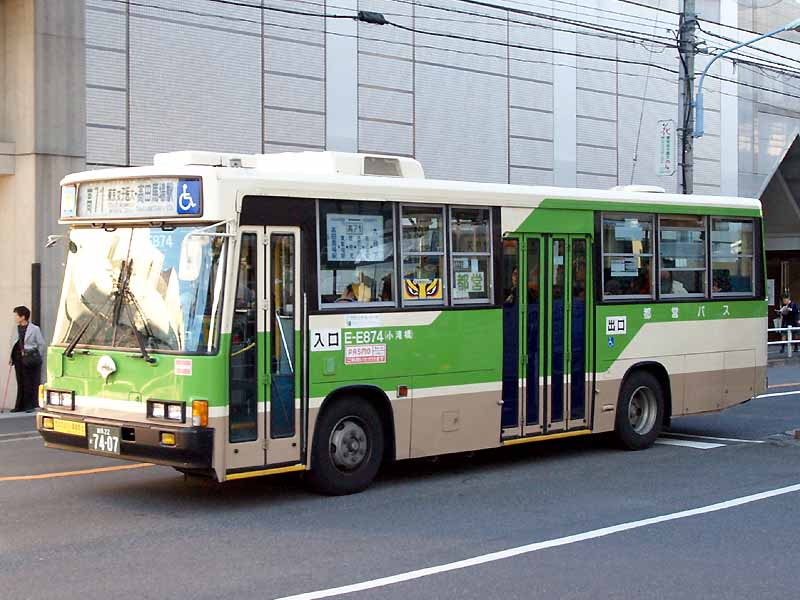
高71 (E-E874)

- 121：江古田二丁目 - 新井薬師駅 - 東中野駅 - 大久保駅 - 東京女子医大 - 市ヶ谷自衛隊前 - 市ヶ谷駅 - 九段下 - 淡路町 - 東京駅北口（関東乗合自動車小滝橋営業所→関東バス丸山営業所・西武バス練馬営業所と共同運行）

- （121→24→）東71：大久保駅 - 東京女子医大 - 市ヶ谷自衛隊前 - 市ヶ谷駅 - 九段下 - 小川町駅 - 東京駅北口

- 東71：高田馬場駅 - 学習院女子大学 - 東京女子医大 - 市ヶ谷自衛隊前 - 市ヶ谷駅 - 九段下 - 小川町駅 - 東京駅丸の内北口

- 高71：高田馬場駅 - 学習院女子大学 - 東京女子医大 - 防衛省 - 市ヶ谷駅 - 九段下[3]

関東乗合自動車（現・関東バス）、西武自動車（現・西武バス）との3社局共管で江古田二丁目・新井薬師駅と東京駅丸の内北口を結んだ121系統として1950年（昭和25年）4月に開通。関東乗合は新東線、西武バスは大久保線と名乗った。

当初は練馬営業所（現・練馬支所）が担当だった。その後は1961年12月に小滝橋営業所へ移管されるが、1969年（昭和44年）に関東バス、続けて1971年（昭和46年）に西武も撤退して都営単独の24系統に生まれ変わる。その後も区間短縮や経路の変更を経て1990年7月に現在の運行区間となった。2014年（平成26年）4月1日付ではとバス委託のため、杉並支所に移管。その後2025年（令和7年）4月1日に当営業所に再移管された。

### 早77系統
- （2→）早77：早稲田 - 戸塚一丁目（現；高田馬場二丁目） - 西大久保二丁目（現；大久保通り） - （←新宿追分（現；新宿伊勢丹前）、三光町（現；新宿五丁目）→） - 新宿駅西口

2系統として当営業所が担当してきたが、1974年（昭和49年）に早稲田営業所へ移管、代わりに上69系統が小滝橋管轄となった。

### 早81系統
- （44→）早81：早大正門 - 東京女子医大 - 四谷三丁目 千駄ヶ谷駅 - 原宿駅 -（←表参道／渋谷区役所→渋谷駅西口→）- 渋谷駅東口（平日・土曜）
- 早81：早大正門 - 東京女子医大 - 千駄ヶ谷駅 - 原宿駅 -（神南一丁目→渋谷駅西口→）- 渋谷駅東口（休日）
- 早81：早大正門 - 東京女子医大 - 千駄ヶ谷駅 - 表参道 -（神南一丁目→）- 渋谷駅西口 → 渋谷駅東口（正月）
- 早81出入：早大正門 - 高田馬場駅 - 小滝橋車庫

当営業所が44系統時代から運転してきていたが、はとバスに委託するために2009年4月1日から、新宿支所に移管。早81出入系統は新宿移管後にも運転されていて、学02系統とほぼ重複しているが、こちらの運賃は一般の運賃が適用されており、学バス定期券での乗車は出来ない。小滝橋車庫から新宿車庫まで回送されている。

この系統はゲームソフト「東京バス案内2」でも取り上げられている。

### 7系統
- 7：東中野駅 - 戸塚一丁目 - 早稲田 - 大曲 - 飯田橋

### 65系統
- 65：池袋駅東口 - 豊川町 - 護国寺前 - 飯田橋 - 東京駅南口

### 74系統
- 74：新宿駅西口 ← 三光町・新宿区役所前 → 西大久保二丁目 - 国立第一病院 - 若松町 - 東京女子医大 - 河田町 - 東大久保←西大久保一丁目・新田裏 → 三光町 →　新宿駅西口（循環）

現在、新宿支所で運行している宿74・宿75系統である。系統番号整理前の1968年に新宿営業所へ移管された。

### 110系統
- 110：石神井公園駅 - 下井草駅 - 阿佐ヶ谷車庫前 - お伊勢の森 - 野方警察署 - 小滝橋車庫 - 高田馬場駅 - 馬場下町 - 飯田橋駅 - 水道橋駅 - 神保町 - 東京駅北口（関東乗合自動車→関東バス阿佐谷営業所 ・西武バス大泉営業所と共同運行）
- 110：阿佐ヶ谷車庫前 - お伊勢の森 - 野方警察署 - 小滝橋車庫 - 高田馬場駅 - 馬場下町 - 飯田橋駅 - 水道橋駅 - 神保町 - 東京駅北口（関東乗合自動車→関東バス阿佐谷営業所と共同運行）

旧中野乗合自動車の血を引く関東乗合自動車の新宿線をベースに、1948年（昭和23年）8月に東京駅 - 阿佐ヶ谷車庫間で開通した路線。1ヶ月後に石神井公園駅まで延長、同時に西武自動車（現・西武バス）との3社局共管路線となり関東乗合では東京線と呼称した。石神井公園駅から現在の関東バス阿50・阿45・宿07系統を合わせたルートで小滝橋へ、そこからは東西線をなぞって飯田橋、外堀通りに出て水道橋からは志村営業所の105（後の東55）系統と似たルートで東京駅へ向かっていた。

都電第3次撤去と同時の1968年（昭和43年）9月28日限りで都営と西武が撤退、廃止となった。関東バスは新宿伊勢丹 - 石神井公園間の宿06系統・伊勢丹線に変わり、1978年（昭和53年）に新宿西口発着へ変更。その後阿佐ケ谷駅と中野駅で分割して現在の新宿線および石神井線になる。

## 車両
- 指定車種 : いすゞ自動車（ボディは川崎航空機工業→川崎重工業→川重車体工業→アイ・ケイ・コーチ→いすゞバス製造→ジェイ・バス） 現在はいすゞと日野が大半を占め、三菱ふそうとUDトラックスの車両も在籍する。
- 音声合成 : レシップ → ネプチューン（現・レゾナント・システムズ）

かつてはいすゞ自動車製のみであったが、2001年度から2003年度にかけて日野・レインボーHRが配置された。それを皮切りに2007年度に日野・ブルーリボンIIが配置され、小滝橋営業所で初のLED表示を持つ車となった。その後は購入方法が変更されたこともあり、2008年度にUDトラックス・スペースランナー、2011年度と2012年度は三菱ふそう・エアロスターが配置され、4メーカーすべてが配置されることとなった（このうちUDトラックスはバスの製造を終了済、西日本車体工業も解散となっている）。2009年度、2014年度、2015年度はいすゞ・エルガが配置され、日野・レインボーHRは大部分が新宿・杉並・青梅支所や南千住営業所などに転出し、2018年1月には残った3台も臨海支所に転出し、配置がなくなった。
杉並・南千住・巣鴨とともに、2018年にスカニア&ボルグレン製フルフラットノンステップバスが導入された営業所の一つである。
CH01系統の移管時には新宿支所からいすゞと三菱ふそうのCNGノンステップバスが転入していたが、後にいすゞ車は除籍、ふそう車も臨海支所へと転出した。